# Alex Massie
Alex C. Massie (Possilpark, 13 marzo 1906 – Welwyn Garden City, 20 settembre 1977) è stato un calciatore e allenatore di calcio scozzese.

## Carriera

### Giocatore
Durante la sua carriera da calciatore ha vestito le maglie di Partick Thistle F.C., Petershill, Glasgow Benburb, Glasgow Ashfield, Ayr United, Bury, Bethlehem Steel F.C., Dolphin, Heart of Midlothian e Aston Villa.
Ha anche vestito la maglia della Scozia in 18 occasioni, tra il 1932 ed il 1938.

### Allenatore
Dopo il suo ritiro dal calcio giocato è diventato un allenatore. Ha guidato Aston Villa, Torquay United e Hereford United.

## Palmarès

### Giocatore

#### Competizioni nazionali
- Second Division: 1

Aston Villa: 1937-1938